# Ґлінн Вільямс
Ґлінн Вільямс (англ. Glynn Williams, нар. 30 березня 1939, Шрусбері, Англія, Велика Британія) — британський скульптор. Колишній абстрактний художник, він працює в фігуративній традиції з кінця 1970-х років.

## Біографія

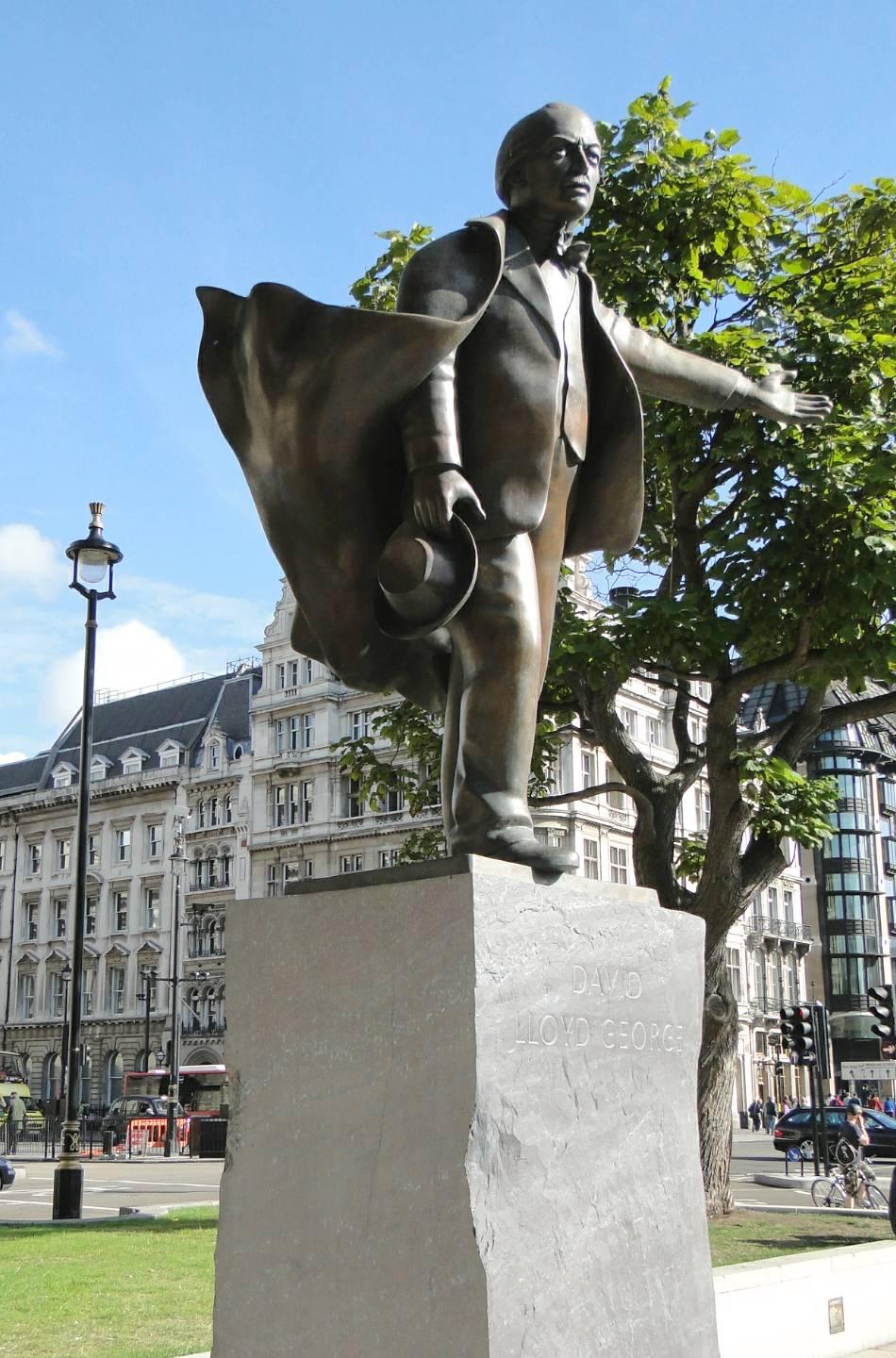
Статуя Девіда Ллойд Джорджа на Парламентській площі, створена Ґліном Вільямсом

Після навчання в коледжі мистецтв Вулвергемптона у 1955 році, він працював у Британській школі в Римі до 1963 року, здобувши стипендію Британського Пріца де Ром. У 1976 році він став керівником кафедри скульптури в школі мистецтв Вімблдону, а згодом перейшов до Королівського коледжу мистецтв у Лондоні, де став керівником кафедри скульптури в 1990 році, а з 1995 по 2010 роки був керівником школи образотворчого мистецтва. Він є членом Королівського коледжу мистецтв, Королівського товариства британських скульпторів та Королівського товариства мистецтв.
У 1970-х роках він створював абстрактні скульптури, включаючи об'єкти, схожі на ящики з дерева, але пізніше, наприкінці десятиліття, почав вирізати фігури з каменю.

## Скульптури
- Ллойд Джордж на Парламентській площі, Лондон(інші мови)[5]
- Меморіал Генрі Пурселлу, Вестмінстер, Лондон[6]
- Портрет лорда Аннана(інші мови), Національна портретна галерея[7]

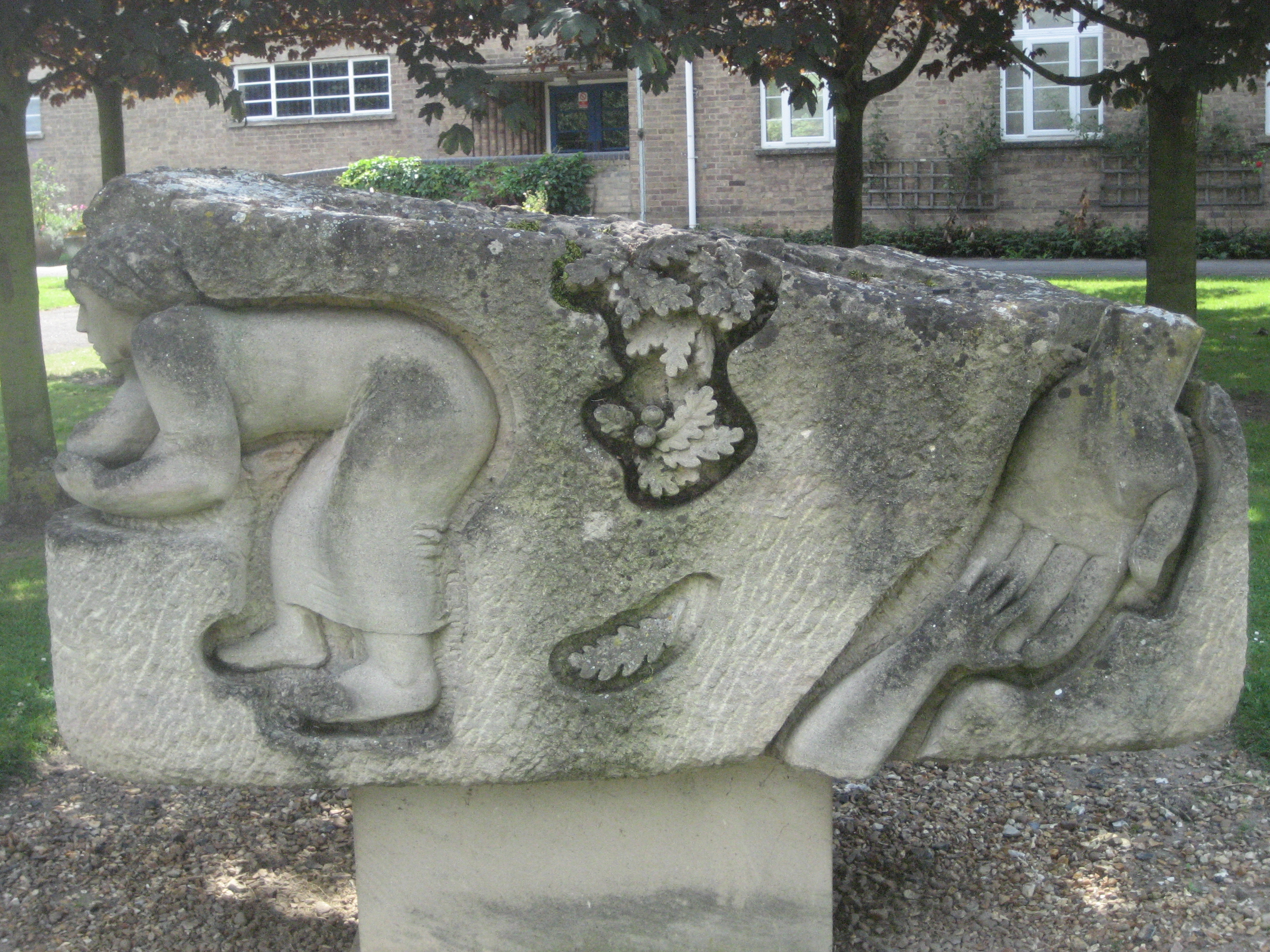
Боттішамський(інші мови) камінь
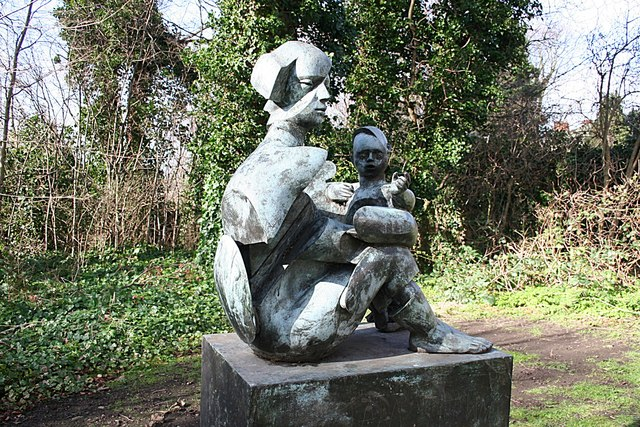
Мати з дитиною на галявині
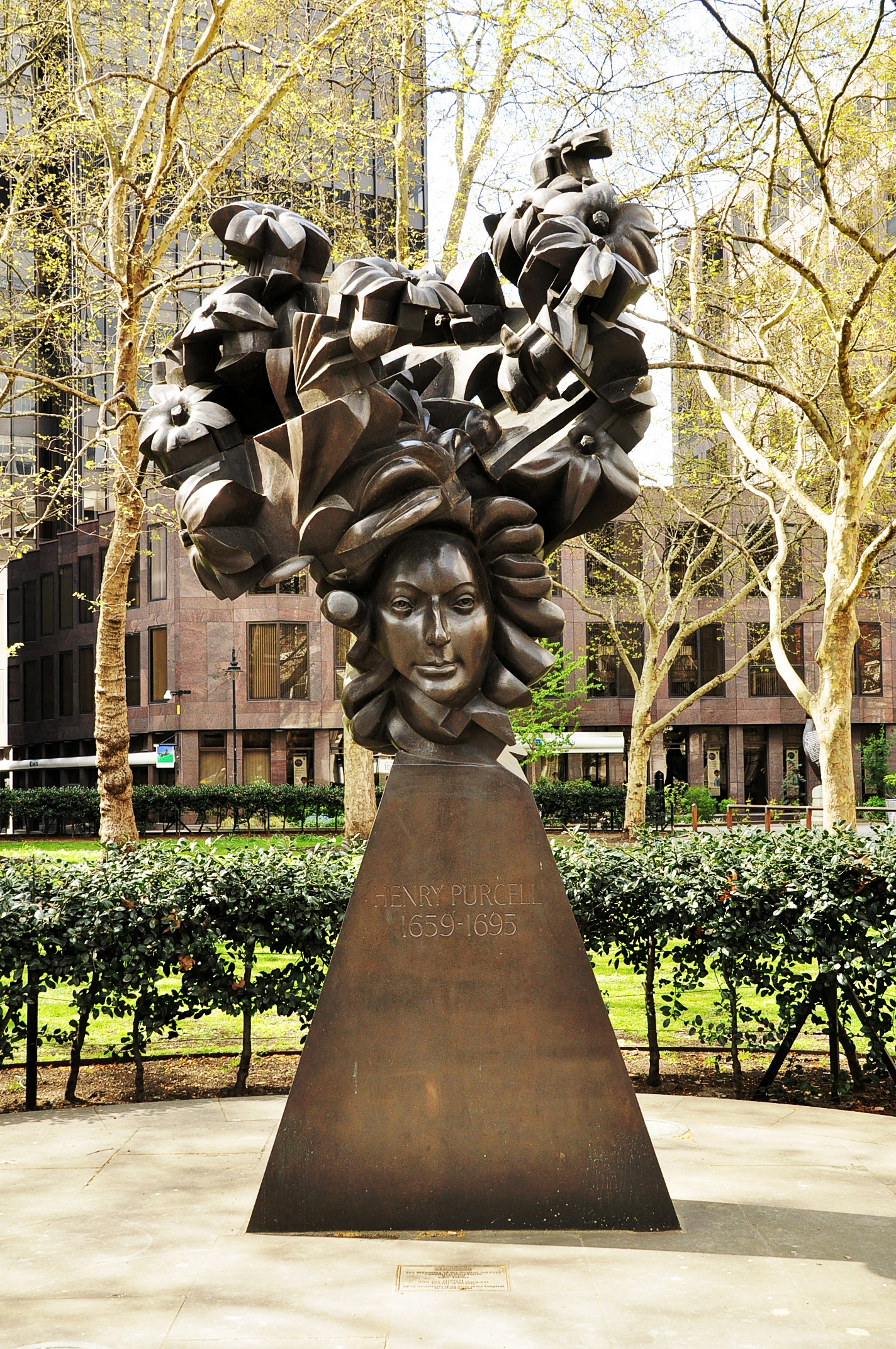
Генрі Перселл (Лондон)

## Портрети Ґліна Вільямса
Фотографічний портрет Вільямса, зроблений Сью Адлер, є у Національній портретній галереї.
Голову з теракоти, виконану Джоном Едгаром, експонували в Йоркширському парку скульптур у 2013 році як частину виставки «Скульптури. Серія. Голови».